# Saison 2023-2024 du Mans Football Club
Maillots
Chronologie
Saison suivante
La saison 2023-2024 du Mans FC, club de football français, voit le club évoluer en National avec le statut professionnel. L'équipe participe également à la Coupe de France.
Il s'agit de la neuvième saison du club sarthois en troisième division du championnat de France de football, la cinquième sous l'appellation actuelle "National" et la quatrième consécutive depuis la relégation à l'issue de la saison 2019-2020.

## Avant-Saison
L'équipe première du Mans FC fait son retour à l'entraînement après la trêve estivale le vendredi 30 juin.
Le 6 juillet, le club annonce officiellement le calendrier de sa préparation estivale pour préparer la saison 2023-2024 du championnat de National, avec 6 oppositions programmées.
Le 20 juin, la Commission de Contrôle des Clubs Professionnels prend la décision en application de l’article 11 du règlement de la DNCG (Direction nationale du contrôle de gestion) de ne prendre aucune mesure à l’égard du Mans FC. L’annonce de la décision est faite sur le site de la LFP (Ligue de Football Professionnel) qui confirme le statut professionnel du club sarthois pour la saison 2023-2024.
Le 17 juillet 2023, le procès-verbal du Comex de la FFF à la suite de la réunion du 4 juillet 2023 est rendu public, Le Mans FC voit son statut professionnel prolongé pour la saison 2023-2024.

## Transferts

### Mercato estival
Le 12 juin 2023, le club publie un communiqué sur son effectif professionnel et officialise un nombre important de départ.
Les 3 joueurs qui étaient en prêt dans l’équipe mancelle la saison passée repartent dans leurs clubs respectifs, à savoir Noa Cervantes et N’Dri Koffi au Stade de Reims, et Iyad Mohamed au SM Caen.
En fin de contrat, Mickaël Bod, Freddy Colombo, Maxence Derrien, Lamine Koné, Ianis Polla Boyom, Pierre-Daniel Nguinda, Hassimi Fadiga et Armand Gnanduillet ne sont pas prolongés. Le club se sépare également de Tristan Boubaya d'un commun accord.
Le 16 juin 2023, Le Mans FC lance son mercato avec la signature de Mathieu Coutadeur en provenance de l’AC Ajaccio. Le joueur fait son retour dans son club formateur après une longue carrière où il aura notamment disputé 230 matchs de Ligue 1 et 187 matchs de Ligue 2.
Le lendemain, Le Mans FC se renforce au niveau offensif à la suite de ses multiples départs. Le milieu offensif Yoann Le Méhauté, joueur aguerri du championnat National, arrive en provenance du SO Cholet. L'avant-centre Antoine Rabillard, passé par l’Olympique de Marseille et auteur de 12 buts avec l'US Concarneau la saison dernière, signe également au club. Adam Hammoudi intègre quant à lui définitivement le groupe professionnel après une saison en réserve où il a connu quelques apparitions avec l'équipe première.
Le 26 juin 2023, trois nouvelles recrues débarquent au Mans : Anthony Ribelin, Erwan Colas et Augustin Delbecque. Le premier cité est un joueur très polyvalent formé à Montpellier, également passé par Rennes et qui sort de quatre saisons à Bourg-Péronnas. Le second renfort, Erwan Colas, est un ailier gauche venant de la réserve du FC Lorient où il a inscrit 6 buts et 10 passes décisives en 24 matchs de National 2. Enfin, le jeune gardien Augustin Delbecque arrive en provenance de la réserve du RC Lens, son club formateur dans lequel il a passé 8 saisons.
Le 10 juillet 2023, Le Mans FC annonce dans l’après-midi une nouvelle recrue offensive en la personne de Mehdi Boussaïd. Joueur polyvalent, le gaucher de 27 ans arrive librement de l'US Avranches. Dès le lendemain, le club officialise la venue d'un autre attaquant avec le Sénégalais Dame Guèye, qui arrive du RC Pays de Grasse où il sort d'une superbe saison avec 24 buts en 29 matchs disputés.
Le 17 juillet 2023, Le Mans FC annonce l’arrivée d’un joueur expérimenté au poste de défenseur central, Samuel Yohou qui arrive de la première division grecque où il jouait pour l’OFI Crète.
| Nom                   | Nationalité   | Poste             | Transfert          | Provenance/Destination       | Division           |
| --------------------- | ------------- | ----------------- | ------------------ | ---------------------------- | ------------------ |
| Arrivées              |               |                   |                    |                              |                    |
| Freddy Colombo        | France        | Défenseur central | Retour de prêt     | Bergerac Périgord FC         | National 2         |
| Paul Lehoux           | France        | Milieu axial      | Retour de prêt     | Bourges Foot 18              | National 2         |
| Mathieu Coutadeur     | France        | Milieu axial      | Transfert libre    | AC Ajaccio                   | Ligue 2            |
| Yoann Le Méhauté      | France        | Milieu offensif   | Transfert libre    | SO Cholet                    | National           |
| Antoine Rabillard     | France        | Attaquant         | Transfert libre    | US Concarneau                | Ligue 2            |
| Adam Hammoudi         | France        | Attaquant         | Équipe réserve     | Formé au club                | Formé au club      |
| Anthony Ribelin       | France        | Latéral droit     | Transfert libre    | Bourg-Péronnas 01            | National 2         |
| Erwan Colas           | France        | Ailier            | Transfert libre    | FC Lorient                   | Ligue 1            |
| Augustin Delbecque    | France        | Gardien           | Transfert libre    | RC Lens rés.                 | National 3         |
| Mehdi Boussaïd        | Algérie       | Ailier            | Transfert libre    | US Avranches                 | National           |
| Dame Guèye            | Sénégal       | Attaquant         | Transfert libre    | RC Pays de Grasse            | National 2         |
| Samuel Yohou          | France        | Défenseur central | Transfert libre    | OFI Crète                    | Superleague Elláda |
| Ugo Raghouber         | France        | Milieu axial      | Prêt d’un an       | LOSC Lille                   | Ligue 1            |
| Départs               |               |                   |                    |                              |                    |
| Noa Cervantes         | Algérie       | Ailier            | Retour de prêt     | Stade de Reims               | Ligue 1            |
| N'Dri Philippe Koffi  | France        | Attaquant         | Retour de prêt     | Stade de Reims               | Ligue 1            |
| Iyad Mohamed          | Comores       | Milieu axial      | Retour de prêt     | SM Caen                      | Ligue 2            |
| Mickaël Bod           | Guyane        | Gardien           | Fin de contrat     | -                            | -                  |
| Freddy Colombo        | France        | Défenseur central | Fin de contrat     | FC Fleury 91                 | National 2         |
| Maxence Derrien       | France        | Défenseur central | Fin de contrat     | Stade Pontivyen              | National 3         |
| Lamine Koné           | Côte d'Ivoire | Défenseur central | Fin de contrat     | -                            | -                  |
| Ianis Polla Boyom     | France        | Défenseur central | Fin de contrat     | FC Ouest Tourangeau          | National 3         |
| Pierre-Daniel Nguinda | Cameroun      | Latéral droit     | Fin de contrat     | FK CSKA 1948 Sofia           | Prva Liga          |
| Oscar Verneau         | France        | Latéral droit     | Fin de contrat     | Vendée Les Herbiers Football | National 2         |
| Tristan Boubaya       | France        | Milieu défensif   | Rupture de contrat | Vannes OC                    | National 3         |
| Hassimi Fadiga        | France        | Milieu de terrain | Fin de contrat     | PFK Levski Sofia             | Prva Liga          |
| Armand Gnanduillet    | Côte d'Ivoire | Attaquant         | Fin de contrat     | USL Dunkerque                | Ligue 2            |

### Mercato hivernal
| Nom      | Nationalité | Poste | Transfert | Provenance/Destination | Division |
| -------- | ----------- | ----- | --------- | ---------------------- | -------- |
| Arrivées |             |       |           |                        |          |
| -        | -           | -     | -         | -                      | -        |
| Départs  |             |       |           |                        |          |
| -        | -           | -     | -         | -                      | -        |

## Effectif

### Effectif professionnel actuel
Le tableau suivant liste uniquement l'effectif professionnel du Mans pour la saison 2023-2024.

## Compétition

### National
La saison 2023-2024 du Championnat de France de football National est la 31e édition du Championnat de France de football de National. Le troisième niveau du football français oppose cette saison dix-huit clubs en une série de trente-quatre rencontres. C'est le plus haut échelon auquel peuvent accéder les équipes amateurs puisqu'au-delà, les clubs doivent avoir le statut professionnel pour participer au Championnat de France de football de Ligue 2.
Du fait du passage à 18 clubs en Ligue 2 pour la saison 2023-2024, il n'y aura cette saison que deux montées en Ligue 2 (pas de 3e barragiste) et six descentes en National 2 au lieu de quatre auparavant.

#### Classement
En date du 4 juillet 2023, le club des Ardennes, le CS Sedan après son passage le 6 juin 2023 devant la DNCG qui à résulter de sa relégation administrative en National 2. Sedan a fait appel de la décision et lors de ce premier mardi de Juillet, la commission d'appel de la DNCG a confirmé la descente en National 2 mais à augmenter la décision par l’exclusion des Championnats nationaux français, le club du Grand Est devra repartir depuis le Régional 1.

### Classement
| Rang | Équipe                     | Pts  | J  | G  | N  | P  | Bp | Bc | Diff |
| ---- | -------------------------- | ---- | -- | -- | -- | -- | -- | -- | ---- |
| 1    | Red Star FC                | 65   | 34 | 19 | 8  | 7  | 55 | 34 | +21  |
| 2    | FC Martigues               | 59   | 34 | 17 | 8  | 9  | 44 | 29 | +15  |
| 3    | Chamois niortais R         | 58   | 34 | 17 | 7  | 10 | 58 | 42 | +16  |
| 4    | Dijon FCO R                | 54   | 34 | 15 | 9  | 10 | 50 | 41 | +9   |
| 5    | Le Mans FC                 | 52   | 34 | 14 | 10 | 10 | 49 | 44 | +5   |
| 6    | AS Nancy-Lorraine          | 50-1 | 34 | 14 | 9  | 11 | 51 | 46 | +5   |
| 7    | FC Rouen 1899 P            | 49-5 | 34 | 15 | 9  | 10 | 41 | 37 | +4   |
| 8    | FC Sochaux-Montbéliard R   | 48   | 34 | 12 | 12 | 10 | 51 | 44 | +7   |
| 9    | FC Versailles 78           | 47   | 34 | 12 | 11 | 11 | 41 | 33 | +8   |
| 10   | US Orléans                 | 44   | 34 | 11 | 11 | 12 | 36 | 37 | -1   |
| 11   | Nîmes Olympique R          | 44   | 34 | 11 | 11 | 12 | 36 | 43 | -7   |
| 12   | LB Châteauroux             | 42   | 34 | 10 | 12 | 12 | 41 | 44 | -3   |
| 13   | FC Villefranche Beaujolais | 41   | 34 | 10 | 11 | 13 | 36 | 43 | -7   |
| 14   | GOAL FC P                  | 38   | 34 | 10 | 8  | 16 | 43 | 47 | -4   |
| 15   | US Avranches               | 38   | 34 | 11 | 5  | 18 | 37 | 59 | -22  |
| 16   | Marignane GCB FC P         | 37   | 34 | 9  | 10 | 15 | 37 | 50 | -13  |
| 17   | SAS Épinal P               | 33   | 34 | 9  | 6  | 19 | 39 | 51 | -12  |
| 18   | SO Cholet                  | 32   | 34 | 9  | 5  | 20 | 34 | 55 | -21  |

Promotion en Ligue 2 2024-2025
- 1er et 2e : promotion

Relégation en National 2 2024-2025
- 13e au 18e : relégation

Abréviations

#### Résultats par journée
| Journée  | 1 | 2 | 3 | 4 | 5 | 6 | 7 | 8 | 9 | 10 | 11 | 12 | 13 | 14 | 15 | 16 | 17 | 18 | 19 | 20 | 21 | 22 | 23 | 24 | 25 | 26 | 27 | 28 | 29 | 30 | 31 | 32 | 33 | 34 |
| -------- | - | - | - | - | - | - | - | - | - | -- | -- | -- | -- | -- | -- | -- | -- | -- | -- | -- | -- | -- | -- | -- | -- | -- | -- | -- | -- | -- | -- | -- | -- | -- |
| Rang     | 1 | 1 | 5 | 6 | 2 | 6 | 3 | 3 | 4 | 5  | 4  | 4  | 6  | 4  | 6  | 5  | 7  | 8  | 8  | 8  | 10 | 10 | 10 | 9  | 9  | 6  | 6  | 6  | 5  | 5  | 4  | 6  | 7  | 5  |
| Résultat | V | N | N | N | V | D | V | V | D | D  | V  | D  | N  | D  | V  | D  | N  | N  | N  | N  | D  | D  | V  | N  | V  | V  | V  | D  | V  | N  | V  | N  | D  | V  |

Source : fff.fr (Fédération française de football)

Résultat : D = Défaite ; N = Nul ; V = Victoire.

### Coupe de France
La coupe de France de football 2023-2024 est la 107e édition de la Coupe de France, compétition à élimination directe mettant aux prises des clubs de football amateurs et professionnels affiliés à la Fédération française de football, qui l'organise conjointement avec les ligues régionales.

## Statistiques

### Domicile et extérieur
| Rang | Équipe                     | Pts | J  | G  | N | P | Bp | Bc | Diff |
| ---- | -------------------------- | --- | -- | -- | - | - | -- | -- | ---- |
| 1    | Red Star FC                | 41  | 17 | 13 | 2 | 2 | 34 | 14 | +20  |
| 2    | FC Martigues               | 39  | 17 | 12 | 3 | 2 | 30 | 12 | +18  |
| 3    | Chamois Niortais           | 37  | 17 | 11 | 4 | 2 | 31 | 17 | +14  |
| 4    | Dijon FCO                  | 35  | 17 | 10 | 5 | 2 | 30 | 15 | +15  |
| 5    | AS Nancy-Lorraine          | 30  | 17 | 8  | 6 | 3 | 30 | 24 | +6   |
| 6    | US Orléans                 | 28  | 17 | 8  | 4 | 5 | 23 | 17 | +6   |
| 7    | FC Sochaux-Montbéliard     | 27  | 17 | 7  | 6 | 4 | 28 | 21 | +7   |
| 8    | Nîmes Olympique            | 27  | 17 | 7  | 6 | 4 | 22 | 18 | +4   |
| 9    | Marignane GCB FC           | 27  | 17 | 7  | 6 | 4 | 24 | 18 | +6   |
| 10   | FC Rouen 1899              | 31  | 17 | 9  | 4 | 4 | 23 | 18 | +5   |
| 11   | GOAL FC                    | 25  | 17 | 7  | 4 | 6 | 27 | 20 | +7   |
| 12   | FC Villefranche Beaujolais | 25  | 17 | 7  | 4 | 6 | 22 | 23 | -1   |
| 13   | US Avranches               | 24  | 17 | 7  | 3 | 7 | 19 | 22 | -3   |
| 14   | LB Châteauroux             | 22  | 17 | 7  | 1 | 9 | 20 | 23 | -3   |
| 15   | FC Versailles 78           | 21  | 17 | 4  | 9 | 4 | 25 | 18 | +7   |
| 16   | Le Mans FC                 | 21  | 17 | 5  | 6 | 6 | 20 | 21 | -1   |
| 17   | SO Cholet                  | 18  | 17 | 5  | 3 | 9 | 11 | 18 | -7   |
| 18   | SAS Épinal                 | 17  | 17 | 4  | 5 | 8 | 19 | 22 | -3   |

| Rang | Équipe                     | Pts | J  | G | N  | P  | Bp | Bc | Diff |
| ---- | -------------------------- | --- | -- | - | -- | -- | -- | -- | ---- |
| 1    | Le Mans FC                 | 31  | 17 | 9 | 4  | 4  | 29 | 23 | +6   |
| 2    | FC Versailles 78           | 26  | 17 | 8 | 2  | 7  | 16 | 15 | +1   |
| 3    | Red Star FC                | 24  | 17 | 6 | 6  | 5  | 21 | 20 | +1   |
| 4    | Chamois Niortais           | 21  | 17 | 6 | 3  | 8  | 27 | 25 | +2   |
| 5    | FC Sochaux-Montbéliard     | 21  | 17 | 5 | 6  | 6  | 23 | 23 | 0    |
| 6    | LB Châteauroux             | 20  | 17 | 3 | 11 | 3  | 21 | 21 | 0    |
| 7    | AS Nancy-Lorraine          | 20  | 17 | 6 | 3  | 8  | 21 | 22 | -1   |
| 8    | FC Martigues               | 20  | 17 | 5 | 5  | 7  | 14 | 17 | -3   |
| 9    | Dijon FCO                  | 19  | 17 | 5 | 4  | 8  | 20 | 26 | -6   |
| 10   | FC Rouen 1899              | 23  | 17 | 6 | 5  | 6  | 18 | 19 | -1   |
| 11   | Nîmes Olympique            | 17  | 17 | 4 | 5  | 8  | 14 | 25 | -11  |
| 12   | FC Villefranche Beaujolais | 16  | 17 | 3 | 7  | 7  | 14 | 20 | -6   |
| 13   | US Orléans                 | 16  | 17 | 3 | 7  | 7  | 13 | 20 | -7   |
| 14   | SAS Épinal                 | 16  | 17 | 5 | 1  | 11 | 20 | 29 | -9   |
| 15   | US Avranches               | 14  | 17 | 4 | 2  | 11 | 18 | 37 | -19  |
| 16   | SO Cholet                  | 11  | 17 | 4 | 2  | 11 | 23 | 37 | -14  |
| 17   | GOAL FC                    | 13  | 17 | 3 | 4  | 10 | 16 | 27 | -11  |
| 18   | Marignane GCB FC           | 10  | 17 | 2 | 4  | 11 | 13 | 32 | -19  |

### Statistiques individuelles
| no | Nat. | Nom                | National | National    | National       | National | National     | Coupe de France | Coupe de France | Coupe de France | Coupe de France | Coupe de France | Total | Total       | Total          | Total  | Total        |
| no | Nat. | Nom                | MJ       | But inscrit | Passe décisive | Averti   | Carton rouge | MJ              | But inscrit     | Passe décisive  | Averti          | Carton rouge    | MJ    | But inscrit | Passe décisive | Averti | Carton rouge |
| -- | ---- | ------------------ | -------- | ----------- | -------------- | -------- | ------------ | --------------- | --------------- | --------------- | --------------- | --------------- | ----- | ----------- | -------------- | ------ | ------------ |
| 1  |      | Ewan Hatfout       | 0(0)     | 0           | 0              | 0        | 0            | 0               | 0               | 0               | 0               | 0               | 0(0)  | 0           | 0              | 0      | 0            |
| 5  |      | Harold Voyer       | 4(0)     | 0           | 0              | 0        | 0            | 0               | 0               | 0               | 0               | 0               | 4(0)  | 0           | 0              | 0      | 0            |
| 6  |      | Mathieu Coutadeur  | 4(0)     | 0           | 0              | 0        | 0            | 0               | 0               | 0               | 0               | 0               | 4(0)  | 0           | 0              | 0      | 0            |
| 7  |      | Zaïd Amir          | 0(4)     | 0           | 0              | 0        | 0            | 0               | 0               | 0               | 0               | 0               | 0(4)  | 0           | 0              | 0      | 0            |
| 8  |      | Alexandre Lauray   | 0(0)     | 0           | 0              | 0        | 0            | 0               | 0               | 0               | 0               | 0               | 0(0)  | 0           | 0              | 0      | 0            |
| 9  |      | Antoine Rabillard  | 2(2)     | 0           | 0              | 1        | 0            | 0               | 0               | 0               | 0               | 0               | 2(2)  | 0           | 0              | 1      | 0            |
| 10 |      | Yoann Le Méhauté   | 3(1)     | 1           | 0              | 0        | 0            | 0               | 0               | 0               | 0               | 0               | 3(1)  | 1           | 0              | 0      | 0            |
| 11 |      | Makan Aïko         | 0(0)     | 0           | 0              | 0        | 0            | 0               | 0               | 0               | 0               | 0               | 0(0)  | 0           | 0              | 0      | 0            |
| 12 |      | Anthony Ribelin    | 4(0)     | 0           | 0              | 0        | 0            | 0               | 0               | 0               | 0               | 0               | 4(0)  | 0           | 0              | 0      | 0            |
| 13 |      | Ugo Raghouber      | 0(0)     | 0           | 0              | 0        | 0            | 0               | 0               | 0               | 0               | 0               | 0(0)  | 0           | 0              | 0      | 0            |
| 16 |      | Nicolas Kocik      | 2(0)     | 0           | 0              | 0        | 0            | 0               | 0               | 0               | 0               | 0               | 2(0)  | 0           | 0              | 0      | 0            |
| 17 |      | Samuel Yohou       | 4(0)     | 0           | 0              | 2        | 0            | 0               | 0               | 0               | 0               | 0               | 4(0)  | 0           | 0              | 2      | 0            |
| 18 |      | Mehdi Boussaïd     | 4(0)     | 1           | 0              | 1        | 0            | 0               | 0               | 0               | 0               | 0               | 4(0)  | 1           | 0              | 1      | 0            |
| 19 |      | Alexandre Vincent  | 2(2)     | 0           | 0              | 0        | 0            | 0               | 0               | 0               | 0               | 0               | 2(2)  | 0           | 0              | 0      | 0            |
| 20 |      | Hugo Vargas-Ríos   | 2(0)     | 0           | 0              | 0        | 0            | 0               | 0               | 0               | 0               | 0               | 2(0)  | 0           | 0              | 0      | 0            |
| 21 |      | Théo Eyoum         | 0(0)     | 0           | 0              | 0        | 0            | 0               | 0               | 0               | 0               | 0               | 0(0)  | 0           | 0              | 0      | 0            |
| 22 |      | Lilian Njoh        | 2(0)     | 0           | 0              | 1        | 0            | 0               | 0               | 0               | 0               | 0               | 2(0)  | 0           | 0              | 1      | 0            |
| 23 |      | Mike Bettinger     | 0(0)     | 0           | 0              | 0        | 0            | 0               | 0               | 0               | 0               | 0               | 0(0)  | 0           | 0              | 0      | 0            |
| 24 |      | Paul Lehoux        | 0(0)     | 0           | 0              | 0        | 0            | 0               | 0               | 0               | 0               | 0               | 0(0)  | 0           | 0              | 0      | 0            |
| 25 |      | Dame Guèye         | 2(2)     | 1           | 0              | 0        | 0            | 0               | 0               | 0               | 0               | 0               | 2(2)  | 1           | 0              | 0      | 0            |
| 26 |      | Erwan Colas        | 3(1)     | 0           | 0              | 0        | 0            | 0               | 0               | 0               | 0               | 0               | 3(1)  | 0           | 0              | 0      | 0            |
| 27 |      | Martin Rossignol   | 0(0)     | 0           | 0              | 0        | 0            | 0               | 0               | 0               | 0               | 0               | 0(0)  | 0           | 0              | 0      | 0            |
| 28 |      | Jonas Smith        | 0(0)     | 0           | 0              | 0        | 0            | 0               | 0               | 0               | 0               | 0               | 0(0)  | 0           | 0              | 0      | 0            |
| 29 |      | Edwin Quarshie     | 4(0)     | 0           | 0              | 1        | 0            | 0               | 0               | 0               | 0               | 0               | 4(0)  | 0           | 0              | 1      | 0            |
| 30 |      | Augustin Delbecque | 2(0)     | 0           | 0              | 0        | 0            | 0               | 0               | 0               | 0               | 0               | 2(0)  | 0           | 0              | 0      | 0            |
| 31 |      | Adam Hammoudi      | 0(0)     | 0           | 0              | 0        | 0            | 0               | 0               | 0               | 0               | 0               | 0(0)  | 0           | 0              | 0      | 0            |

### Statistiques collectives
| Compétition     | Débute au tour | Termine  | Matches joués | Gagnés | Nuls | Perdus | Buts pour | Buts contre | Différence |
| --------------- | -------------- | -------- | ------------- | ------ | ---- | ------ | --------- | ----------- | ---------- |
| National        | /              | en cours | 4             | 1      | 3    | -      | 4         | 2           | +2         |
| Coupe de France | -              | -        | -             | -      | -    | -      | -         | -           | -          |
| Total           | /              | /        | 4             | 1      | 3    | -      | 4         | 2           | +2         |